# Kaštiliaš IV.
Kaštiliaš IV. (Kaschtiliasch) war von 1232 bis 1225 v. Chr. König von Babylonien und der letzte Herrscher der ersten kassitischen Dynastie. Er war vermutlich noch minderjährig, als sein Vater und Vorgänger Šagarakti-šuriaš starb. Aus seiner Regierungszeit sind zwei Königsinschriften, Landschenkungsurkunden, ca. 170 Wirtschaftstexte, u. a. aus Dur Kurigalzu und Ur und vier Weihetexte überliefert.
Tukulti-Ninurta I. von Aššur fiel in Babylon ein, das wirtschaftlich geschwächt war, nahm den König in offener Feldschlacht gefangen und brachte ihn in Ketten in den Aššur-Tempel. Der Feldzug gegen und der schließliche Sieg Tukulti-Ninurtas über den König der Kassiten wird in dem sogenannten Tukulti-Ninurta-Epos beschrieben.
Tukulti-Ninurta setzte den Assyrer Enlil-nadin-šumi als Statthalter von Babylon ein, der aber bald rebellierte. Tukulti-Ninurta zerstörte daraufhin die Mauern von Babylon und plünderte die Tempel von Esagila, die Marduk-Statue wurde nach Assyrien gebracht. Tukulti-Ninurta nannte sich nach diesem Sieg „König der vier Weltgegenden“, König von Sumer und Akkad und König von Karduniaš, also von Babylonien. Die folgenden assyrischen Statthalter werden in den babylonischen Quellen unter kassitischen Namen geführt.
Um 1216 v. Chr. gelangte Adad-šuma-usur, ein Sohn von Kaštiliaš IV., auf den Thron von Babylon, den er bis 1187 v. Chr. halten konnte. Er hatte dabei vermutlich die Unterstützung von Kidin-Hutran von Elam.